# Арбан, Николай Михайлович
Никола́й Миха́йлович Арба́н (Деревяшкин; 30 ноября 1912, Арбаны, Медведевский район, Марий Эл — 2 мая 1995, Йошкар-Ола) — марийский советский поэт, прозаик, драматург, музыкант и художник. Первый среди марийских писателей заслуженный деятель искусств Марийской АССР (1944). Народный писатель Марий Эл (1994).

## Биография
Из бедной крестьянской семьи.
В 1928 году, окончив школу-семилетку, стал помощником художника-декоратора и по совместительству скрипачом в Марийском государственном театре. Марийский художник П. Т. Горбунцов говорил, что юноше «природой суждено быть художником». По путевке Правительства РСФСР Н. Арбана направили в Московский высший художественно-технический институт. Но отделение декоративного искусства было переведено в Ленинградскую художественную академию. Из-за влажного ленинградского климата во время производственной отработки Н. Арбан заболел, институт ему окончить не удалось.
С 1931 по 1934 годы учился в музыкально-театральном училище им. И. С. Палантая Йошкар-Олы по классу скрипки.
До призыва в 1935 году в ряды Красной Армии был артистом оркестра Передвижного оперного театра Горьковской области, который гастролировал в Марийской АССР, на западе СССР, в Белоруссии и на Украине. Эти годы сам Н. Арбан впоследствии называл своими «музыкальными университетами». Тогда же он познакомился и со своей будущей женой, казачкой из Оренбурга Викторией Евгеньевной.
В армии служил на Дальнем Востоке, но по состоянию здоровья в конце 1937 года был демобилизован.
С 1938 года он работал в оркестрах Маргосфилармонии, Маргостеатра и кинотеатра «Рекорд», стал одним из инициаторов создания Марийской филармонии, будучи её администратором.
В начале Великой Отечественной войны Н. М. Арбан был мобилизован в Красную Армию, служил в запасном полку. В феврале 1943 года он для укрепления рядов деятелей культуры и искусства был демобилизован по распоряжению заместителя наркома обороны СССР. Вернувшись в Йошкар-Олу, вновь поступил на работу в Маргостеатр, стал музыкантом.
В 1948—1950 годах являлся художественным руководителем студенческого ансамбля Поволжского лесотехнического института.
В 1950—1973 годах — артист оркестра и заведующий музыкальной частью Марийского государственного драматического театра им. М. Шкетана. Затем вышел на пенсию.
С 16-летнего возраста трудовая деятельность Н. М. Арбана была связана с театром. Будучи художником, он славился как декоратор, пейзажист, портретист. Рисовал карандашом, акварелью и масляными красками. Написал множество театральных и киноафиш. В 1960-х годах в театре проходила выставка его картин. По словам Л. П. Смоленцевой, у него была тетрадь, в которой отмечены названия 187 работ изобразительного искусства.
В музыкальном и балетном искусстве Н. Арбан — исполнитель, дирижер, композитор, поэт-песенник. Им создано более 100 песен к спектаклям, в соавторстве с Л. Сахаровым написана музыка ко многим пьесам марийских драматургов. Его мелодичные песни получили широкую известность и стали поистине народными. Н. Арбан сам любил исполнять на виолончели народные песни «Вӱдшӧ йога — серже кодеш» («Воды текут — берега остаются»), «Шке ача деч ончен-шоген кодмеш» («Чем остаться без своего отца»), «Амбиче вуеш…» и др. Он был известен и как мастер-реставратор скрипок.
Как хореограф он прославился танцами «Марий сӱан» («Марийская свадьба»), «Тулар ден тулаче» («Сват и сваха»), «Воштыр дене» («Прутьями») и др., в которых ярко представлены марийские фольклорные традиции. Танец «Тошто ӱдырамаш паша» («Старинная женская работа») получил высокие оценки во Всесоюзном фестивале танцев (Нижний Новгород, 1957). За постановку танцев в ансамбле песни и пляски Марийской АССР в честь 40-й годовщины Октябрьской революции Н. Арбана наградили дипломом II степени Министерства культуры РСФСР и Всероссийского театрального общества.
Н. Арбан любил играть в шахматы, активно участвовал в республиканских соревнованиях, являлся членом судейской коллегии Комитета по делам физкультуры и спорта при Совете Министров Марийской АССР, судьёй II категории по шахматам, председателем шахматного клуба театра.

У Н. Арбана и его супруги Виктории Евгеньевны было 5 детей: Ростислав (1935—1996) — электрик, мастер лыжного и парашютного спорта; Олег (1940) — лётчик; Евгений (1943) и Юрий (1951) — сотрудники МВД, дочь Наталия (1949) — преподаватель иностранных языков Полтавского военного училища. Сын Юрий вспоминает:
Отец в нашем детстве мечтал, чтобы его дети полюбили музыку и театр. Во дворе в летнее время и на Новый год мы ставили детские представления. Папа сочинял музыку и играл нам различные мелодии наших героев. Вся детвора была в восторге.

## Литературное творчество
Член Союза писателей СССР с 1958 года.
В литературу Н. М. Арбан пришел как поэт в 1931 году. Тогда же в периодической печати появились несколько его стихотворений «Финляндский вокзал», «Красная армия могуча», «Призываю с душевными огнями», в 1933 году — отрывки из поэмы «Белокурый Эчан». Позднее, в 1986 году в журнале «Ончыко» вышло в свет его стихотворение «Счастье».
Как драматург он стал популярен в 1944 году после постановки Маргостеатром спектакля по его драме «Янлык пасет» («Черный волк»). В дальнейшем его литературный путь продолжился по линии создания музыкальных комедий, которые посвящены деревенской жизни: «Кеҥеж йӱд» («Летняя ночь»), «У муро» («Новые песни»), «Тулар ден тулаче» («Сват и сваха») и другие. Для лирических пьес драматурга характерны острые комические ситуации, веселый задор персонажей, музыкально-песенные интонации, поэтому спектакли по его произведениям всегда пользовались успехом. Комедия «Летняя ночь», написанная более 50 лет назад, переступила сценический порог XXI века. Мюзикл по ней был поставлен на сцене Марийского государственного театра оперы и балета им. Э. Сапаева в 1989 году. В Маргостеатре имела успех постановка по его драме «Эртыше ӱмыл» («Тени минувшего», по мотивам рассказа М. Шкетана «Юмын языкше»). В пьесе «Чалым карман» («Падение Чалымской крепости») автор повествует об участии горных марийцев под руководством Акпарса в походах Ивана Грозного на Казань.
Н. Арбан выступал и как прозаик. В повести «Мичуш», которая носит автобиографический характер, писатель рассказал о нелёгкой судьбе юного музыканта. В 1947 году автору за это произведение была присуждена премия Министерства просвещения Марийской АССР и Марийского государственного книжного издательства.
В 1965 году Н. Арбан был делегатом II съезда писателей РСФСР в Москве.
Пьесы Н. Арбана переведены на русский, татарский, чувашский, коми языки и представлены на сценах Республиканского русского драматического театра Марийской АССР, Мензелинского драматического театра Татарской АССР, Канашского колхозного театра Чувашской АССР, Березниковского театра на Урале и др.

## Основные произведения
Список основных произведений:

### На марийском языке
- Ош ӱпан Эчан: почеламут // У вий. 1933. № 2. С. 38.
- Эртыше ӱмыл (Тени минувшего: драма) // Ончыко. 1956. № 3. С. 4—38.
- Кеҥеж йӱд: пьеса-влак (Летняя ночь: пьесы). Йошкар-Ола, 1957. 196 с.
- Янлык Пасет: драма (Чёрный волк: драма). Йошкар-Ола, 1960.
- Йӧратет гын тый мыйым: лирич. муро-влак / Н. Арбан, Л. Сахаров. Йошкар-Ола, 1962. 80 с.
- Илыш деч ӧрдыжтӧ: драма // Ончыко. 1963. № 4. С. 12—43.
- Мичуш: повесть. Йошкар-Ола, 1965. 108 с.
- Ош пеледыш: кок пьеса (Белый цветок: две пьесы). Йошкар-Ола, 1972. 128 с.
- Пьеса-влак (Пьесы). Йошкар-Ола, 1977. 244 с.
- Ой, кеҥеж йӱд: муро-влак. Йошкар-Ола, 1977. 244 с.
- У муро: муз. комедий (Новая песня: муз. комедия) // Кугу толкын: марий драматургий антологий. Йошкар-Ола, 1987. С. 163—214.
- Кеҥеж йӱд: пьеса-влак (Летняя ночь: пьесы). Йошкар-Ола, 1990. 208 с.
- Мичуш: повесть. Йошкар-Ола, 1993. 96 с.

### В переводе на русский язык
- Чёрный волк: драма / авториз. пер. и сценич. ред. П. Дёмина. М.: Искусство, 1957. 104 с.
- Летняя ночь: лирич. комедия / пер. автора. Йошкар-Ола, 1968. 60 с.
- Дело мастера боится: комедия / пер. Н. Сотникова // Одноактные комедии. М., 1961. С. 65—87.
- Янлык Пасет: драма / авториз. пер. П. Железнова // Радуга над Волгой. Йошкар-Ола, 1970. С. 180—265.
- То же / авториз. пер. П. Дёмина. Йошкар-Ола, 1979. С. 173—254.
- Дипломатия подвела: комедия // Юмор мари. Йошкар-Ола, 1979. С. 331—349.

## Театральные постановки
Театральные постановки:
- Янлык пасет: драма (Черный волк). (Мар. театр). 1944, 1954, 1964.
- Сирень пеледеш: комедий (Сирень цветёт). (Мар. театр). 1946.
- Ӱдыр шӱм: комедий (Сердце девичье). (Мар. театр). 1946.
- Кеҥеж йӱд: комедий (Летняя ночь). (Мар. театр). 1948, 1951, 1957, 1973, 2001.
- Оляна: драма (Мар. театр). 1952.
- Тулар ден тулаче: комедий (Сват и сваха). (Мар. театр). 1952, 1983.
- У муро: комедий (Новая песня). (Мар. театр). 1953, 1964, 1979.
- Эртыше ӱмыл: драма (Тени минувшего). (мар. театр). 1956.
- Чёрный волк: драма (Рус. театр). 1958.
- Илыш деч ӧрдыжтӧ: драма (в стороне от жизни). (Мар. театр). 1963.
- Ош пеледеш: комедий (Белый цветок). (Мар. театр). 1968.
- Кем ургызо: комедий (Сапожник). (Мар. театр). 1998.

## Память
- Именем Н. Арбана названа улица в Йошкар-Оле (2002)[7].
- Мемориальная доска народному писателю Марий Эл, заслуженному деятелю искусств Марийской АССР Николаю Арбану на доме, где он жил и работал (г. Йошкар-Ола, ул. Первомайская, 158)В 2012 году установлены мемориальные доски в его родной деревне Арбаны Медведевского района Республики Марий Эл и на доме № 158 по ул. Первомайской Йошкар-Олы, в котором жил писатель[3].
- Пьесы Н. Арбана продолжают ставиться на сцене Марийского национального театра драмы им. М. Шкетана. Так, комедия «Летняя ночь» только в театре им. М. Шкетана выдержала более 700 спектаклей[8].

## Звания, награды, премии
- Заслуженный деятель искусств Марийской АССР (1944)
- Народный писатель Республики Марий Эл (1994)
- Почетные грамоты Президиума Верховного Совета Марийской АССР (1945, 1946, 1949, 1954, 1957, 1962, 1982, 1987)[7]
- Медаль «За трудовое отличие»
- Орден Отечественной войны II степени (26.04.1993)[9]
- Медаль «За победу над Германией в Великой Отечественной войне 1941—1945 гг.»
- Медаль «За доблестный труд в Великой Отечественной войне 1941—1945 гг.»